# Miss Luxembourg
Pour les articles homonymes, voir Miss.
Ne doit pas être confondu avec Miss Luxembourg (Belgique).
Miss Luxembourg est un concours national de beauté concours de beauté au Luxembourg.

## Histoire
Miss Luxembourg est avec Miss France (1920), Miss Estonie (1923), Miss Danemark (1926) et Miss Allemagne (1927) un des quatre plus vieux concours de beauté d’Europe. Il a été créé en 1927. Il élit chaque année la plus belle jeune femme de 18 à 25 ans du Grand-Duché de Luxembourg. Appolonia Kemp a été la toute première Miss Luxembourg, élue en 1927.
Le concours s’est peu à peu structuré et il est organisé depuis 1957 par un Comité National.
En 1958 le concours est diffusé pour la toute première fois à la télévision (vidéo ci-dessous).
En 2010, le premier Mister Luxembourg a été couronné (catégorie 18 à 29 ans).
En 2014, la première Miss Teen Luxembourg a été couronnée pour la catégorie 16 à 17 ans. Cette catégorie est supprimée en 2017.
Le Comité National est présidé depuis juin 2017 par Hervé Lancelin, un des principaux collectionneurs d’art en Europe et résident luxembourgeois. Sous son impulsion, et attaché aux valeurs humanistes, l’élection Miss & Mister Luxembourg est radicalement transformée et devient un évènement purement caritatif au service de grandes causes luxembourgeoises. L’aspect commercial qu’il y avait avant son arrivée est totalement abandonné.
La cérémonie annuelle du sacre de la nouvelle Miss Luxembourg et du nouveau Mister Luxembourg est un évènement caritatif incontournable de la vie luxembourgeoise. Rassemblés dans un lieu unique, les invités de marque, les familles des candidats, les partenaires de prestige ainsi que les journalistes passent une soirée haute en couleur et pleine de surprises. Durant la soirée, une tombola est organisée et son bénéfice est entièrement reversé aux associations caritatives luxembourgeoises soutenues par le Comité National.
Miss Luxembourg et Mister Luxembourg prêtent généreusement leur image toute l’année aux opérations caritatives du Grand-Duché de Luxembourg soutenues par le Comité National.
En contre-partie, ils reçoivent de nombreux cadeaux par les sponsors, remportent des contrats avec des agences de mannequin et font les couvertures de magazines. Ils ont aussi l’opportunité de représenter le Luxembourg dans des concours de beauté internationaux parmi les plus prestigieux au monde. Le Comité National Miss & Mister Luxembourg est le seul habilité à obtenir les accréditations nécessaires pour représenter le pays dans les concours de beauté internationaux (Miss World, Mister World, Miss Supranational etc).
Les titres Miss Luxembourg et Mister Luxembourg sont très convoités. Les heureux élus ajoutent pour toujours leur nom à l’histoire commencée en 1927 et deviennent pendant un an les ambassadeurs de la beauté et de l’élégance luxembourgeoise. Leur vie devient un rêve et leurs nouvelles responsabilités leur ouvrent de nouvelles opportunités de carrière qui changera leur vie à jamais.

## Palmarès
| Année | Miss Luxembourg                   | Ville            | Age    | Taille | Notes |
| ----- | --------------------------------- | ---------------- | ------ | ------ | --- |
| 1927  | Appolonia Kemp (°1905-†?)         | Differdange      | 22 ans | NC     | 2e prix au concours The International Pageant of Pulchritude 1927.                                                                |
| 1928  | Anne Friedrich                    | Luxembourg-ville | 21 ans | 1,67 m | Classée 7e place au concours The International Pageant of Pulchritude 1928.                                                       |
| 1929  | Gisèle Ketty Hipp                 | Esch-sur-Alzette | 21 ans | 1,72 m | |
| 1957  | Josée Jaminet                     | NC               | 18 ans | NC     | Élue 1re dauphine de Miss Benelux 1959.                                                                                           |
| 1958  | Lydie Schmitz                     | NC               | NC     | NC     | |
| 1959  | Josée Pundel                      | NC               | 19 ans | NC     | |
| 1960  | Liliane Mueller                   | NC               | NC     | NC     | |
| 1961  | Vicky Schoos (°1943-†2013)        | Luxembourg-ville | NC     | NC     | |
| 1962  | Brita Gerson (°1944-)             | Diekirch         | NC     | NC     | Elle est la fille de l'artiste-peintre, Roger Gerson.                                                                             |
| 1963  | Catherine Paulus                  | NC               | NC     | NC     | Miss Photogenic au Concours Miss International 1963                                                                               |
| 1964  | Gabrielle Heyard                  | NC               | 18 ans | NC     | |
| 1965  | Marie-Anne Geisen                 | NC               | NC     | NC     | |
| 1966  | Gigi Antinori                     | NC               | NC     | NC     | |
| 1967  | Marie-Josée Mathgen (°1949-)      | Esch-sur-Alzette | NC     | NC     | |
| 1969  | Jacqueline Schaeffer              | NC               | NC     | NC     | |
| 1970  | Rita Massard                      | NC               | NC     | NC     | |
| 1971  | Mariette Werckx                   | NC               | NC     | NC     | |
| 1972  | Lydia Maes                        | NC               | NC     | NC     | |
| 1973  | Giselle Anita Nicole Azzeri       | NC               | NC     | NC     | |
| 1975  | Marie-Thérèse Manderschied        | Niederanven      | NC     | NC     | Top 15 au concours Miss International 1975                                                                                        |
| 1976  | Monique Wilmes                    | Echternach       | 18 ans | NC     | |
| 1977  | Jeannette Henriette Colling       | NC               | NC     | NC     | |
| 1985  | Gaby Schneider-Chiarini           | NC               | NC     | NC     | |
| 1986  | Martine Christine Georgette Pilot | Erpeldange       | 19 ans | NC     | |
| 1987  | Claudine Atten                    | Erpeldange       | 23 ans | NC     | |
| 1988  | Chantal Schanbacher               | Altrier          | 21 ans | NC     | |
| 1989  | Chris Berens-Scott                | Luxembourg-ville | 19 ans | NC     | |
| 1990  | Beata Jarzyńska                   | Luxembourg-ville | 18 ans | NC     | |
| 1991  | Annette Feydt                     | NC               | NC     | NC     | |
| 1992  | Carole Reding                     | NC               | NC     | NC     | |
| 1993  | Nathalie Dos Santos               | NC               | NC     | NC     | Top 15 au concours Miss International 1993, Top 12 au concours Miss Europe 1993. Élue 1re dauphine de Miss Intercontinental 1994. |
| 1994  | Sandy Wagner                      | NC               | NC     | NC     | |
| 1995  | Paola Roberto                     | NC               | NC     | NC     | |
| 1996  | Christiane Lorent                 | NC               | NC     | NC     | |
| 2008  | Leontine Schotel[réf. nécessaire] | NC               | NC     | NC     | |
| 2009  | Diana Nillesv                     | Walferdange      | 20 ans | 1,83 m | |
| 2010  | Shari Thuyns                      | Mamer            | 19 ans | 1,70 m | |
| 2011  | Stéphanie Ribeiro (°1988-)        | Luxembourg-ville | 22 ans | 1,73 m | Élue Miss Portugal Luxembourg 2006. Top 10 à l'élection de Miss Tourism International 2010.                                       |
| 2012  | Claudia Vitoria Müller            | Schifflange      | 19 ans | NC     | |
| 2013  | Héloïse Paulmier                  | Luxembourg-ville | 18 ans | 1,67 m | Top 20 au concours Miss Supranational 2013.                                                                                       |
| 2014  | Frédérique Wolff                  | Ettelbruck       | 18 ans | 1,72 m | |
| 2015  | Vonessa Alijaj                    | Luxembourg-ville | 18 ans | NC     | |
| 2016  | Ada Strock (°1995-)               | Esch-sur-Alzette | 20 ans | NC     | |
| 2017  | Julie Majerus (°1997-)            | Differdange      | 19 ans | NC     | |
| 2018  | Kelly Nilles                      | Dalhem           | 20 ans | NC     | |
| 2019  | Mélanie Heynsbroek (°1999-)       | Bonnevoie        | 19 ans | 1,72 m | |
| 2020  | Émilie Boland (°1996-)            | Sandweiler       | 19 ans | 1,77 m | |
| 2021  | Léa Sevenig (°2000-)              | Luxembourg-ville | 21 ans | 1,78 m | |

## Galerie

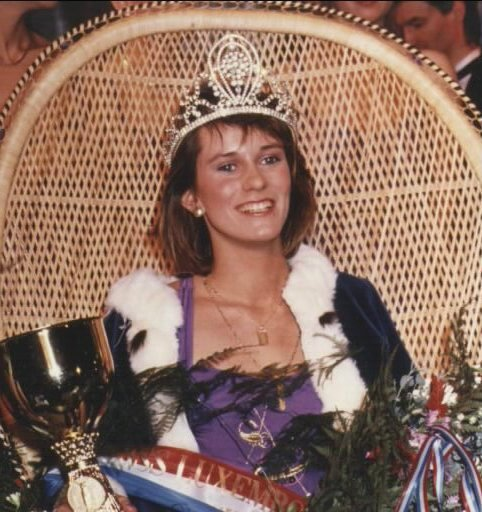
Chris Scott, Miss Luxembourg 1989.
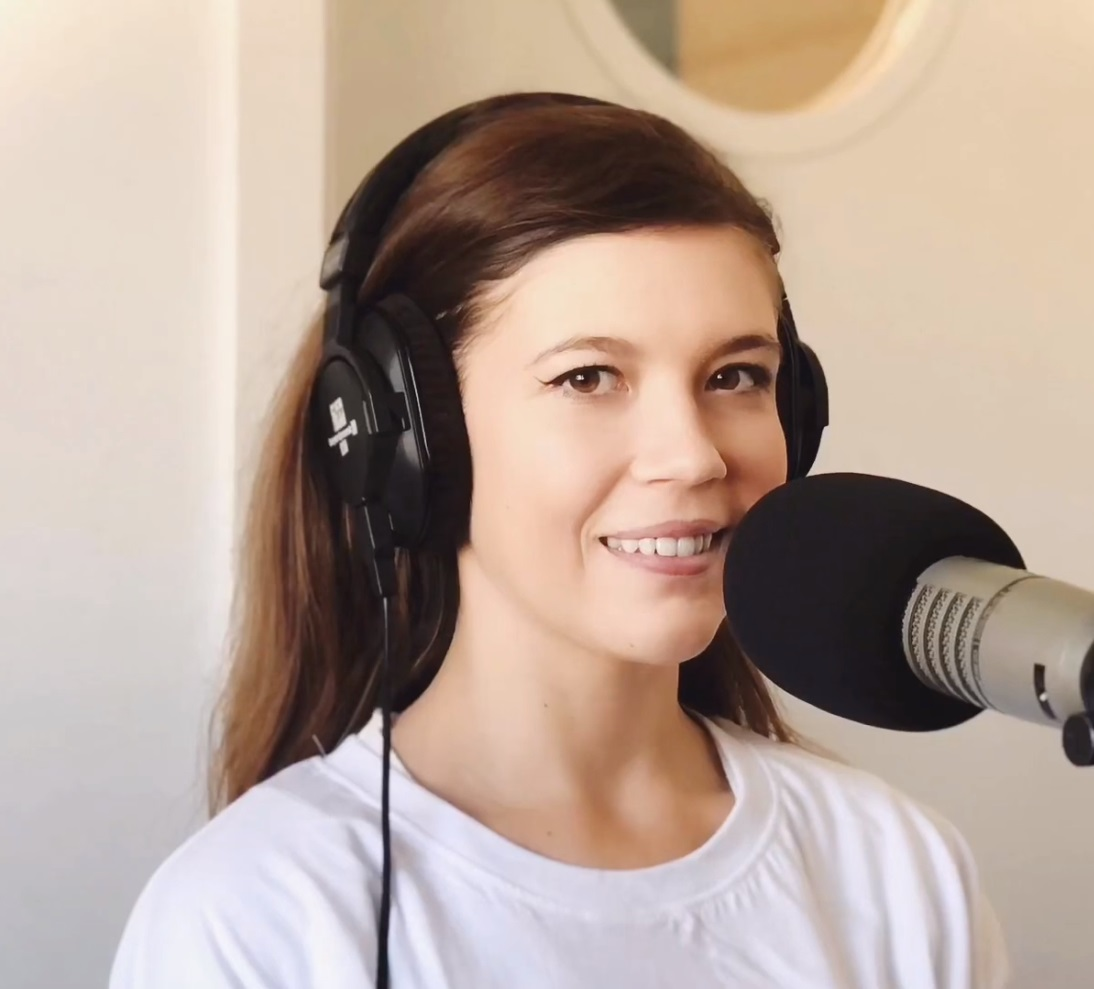
Mélanie Heynsbroek, Miss Luxembourg 2019.

## Dauphines
Cette liste recense les dauphines de Miss Luxembourg.
| Année | 1re dauphine            | 2e dauphine        | 3e dauphine              | 4e dauphine    |
| ----- | ----------------------- | ------------------ | ------------------------ | -------------- |
| 1962  | Fernande Kodesch        | –                  | –                        | –              |
| 2009  | Sihem Talbi             | Sabrina Meyer      | –                        | –              |
| 2010  | Laura Lasic             | Carole Brucher     | –                        | –              |
| 2011  | Mélanie Santiago-Duran  | Vanessa Beauchet   | –                        | –              |
| 2012  | Déborah Airoldi         | Salomé Heindrichs  | –                        | –              |
| 2013  | Viviane Poensgen        | Corinne Semedo     | –                        | –              |
| 2014  | Cynthia Da Moura Varela | Barbara Nijhuis    | –                        | –              |
| 2015  | Cindy Prudhomme         | Jessica Petitville | –                        | –              |
| 2016  | Sylvie Pereira          | –                  | –                        | –              |
| 2017  | Meliha Kuc              | –                  | –                        | –              |
| 2018  | Émilie Moreira          | Vanessa Mangen     | Cassandra Lopes Monteiro | Kelly Carvalho |
| 2019  | Médina Avdic            | –                  | –                        | –              |
| 2020  | Alessandra Crescenzo    | Lynn Heiderscheid  | –                        | –              |
| 2021  | Nathalie Mersch         | –                  | –                        | –              |

## Lieu
Cette liste recense les lieux connus où ont eu lieu les élections de Miss Luxembourg.

## Jurys
Légende :
- Italique : Ancienne Miss Luxembourg
- Gras italique : Ancienne Miss Univers et Miss Monde